# Louis Williams
Louis "Lou" Tyrone Williams (Memphis, Tennessee, 27. listopada 1986.) američki je profesionalni košarkaš. Igra na poziciji razigravača, a trenutačno je član NBA momčadi Los Angeles Clippersa. Izabran je u 2. krugu (45. ukupno) NBA drafta 2005. od strane istoimene momčadi.

## Srednja škola
Pohađao je srednju školu South Gwinnett High School. Na trećoj godini pohađanja, Williams je prevodio momčad do osvajanja 5A Georgia State naslova. Tijekom četvrte, senior, godine pohađanja, Williams je prosječno postizao 27.5 poena, 6.6 skokova i 5.2 asistencije po utakmici te je odveo svoju momčad do omjera 28-3 i četvrtog mjesta u državi. Tijekom pohađanja srednje škole, Williams je dobio brojna priznanja poput Georgia's "Mr. Basketball", te je čak četiri puta igrao na All-State utakmici. 

## NBA karijera
Nakon završetka srednje škole, Williams se prijavio na NBA draft. Izabran je kao 45. izbor NBA drafta 2005. od strane Philadelphia 76ersa. U rookie sezoni, Williams je imao malu minutažu te je, u nešto više od 30 odigranih utakmica, prosječno postizao 1.9 poena i 0.3 asistencija po utakmici. Ubrzo je poslan u razvojnu ligu, ali se 5. prosinca 2006. vraća u momčad 76ersa. U sezoni 2007./08., Williams je prosječno postizao 11.3 poena i 3.2 asistencije po utakmici. Krajem 2008. godine, Williams je potpisao petogodišnje produženje ugovora vrijedno 25 milijuna dolara.

## NBA statistika

### Regularni dio
| Godina    | Klub         | Odig. uta. | Uta. poč. | Min. | 2P%  | 3P%  | Sl. bac.% | Skok. | Asist. | Ukr. lop. | Blok. | Poena |
| --------- | ------------ | ---------- | --------- | ---- | ---- | ---- | --------- | ----- | ------ | --------- | ----- | ----- |
| 2005./06. | Philadelphia | 30         | 0         | 4.8  | .442 | .222 | .615      | .6    | .3     | .2        | .0    | 1.9   |
| 2006./07. | Philadelphia | 61         | 0         | 11.3 | .441 | .324 | .696      | 1.1   | 1.8    | .4        | .0    | 4.3   |
| 2007./08. | Philadelphia | 80         | 0         | 23.3 | .424 | .359 | .783      | 2.1   | 3.2    | 1.0       | .2    | 11.5  |
| 2008./09. | Philadelphia | 81         | 0         | 23.7 | .398 | .286 | .790      | 2.0   | 3.0    | 1.0       | .2    | 12.8  |
| Ukupno    |              | 252        | 0         | 18.3 | .415 | .315 | .773      | 1.7   | 2.4    | .8        | .1    | 9.0   |

### Doigravanje
| Godina    | Klub         | Odig. uta. | Uta. poč. | Min. | 2P%  | 3P%  | Sl. bac.% | Skok. | Asist. | Ukr. lop. | Blok. | Poena |
| --------- | ------------ | ---------- | --------- | ---- | ---- | ---- | --------- | ----- | ------ | --------- | ----- | ----- |
| 2007./08. | Philadelphia | 6          | 0         | 22.5 | .400 | .222 | .733      | 2.0   | 2.0    | 1.0       | .0    | 12.0  |
| 2008./09. | Philadelphia | 6          | 0         | 24.8 | .412 | .375 | .667      | 2.5   | 2.8    | .5        | .2    | 9.7   |
| Ukupno    |              | 12         | 0         | 23.7 | .405 | .320 | .711      | 2.3   | 2.4    | .8        | .1    | 10.8  |

## Vanjske poveznice
- Profil na NBA.com
- Profil  Arhivirana inačica izvorne stranice od 19. travnja 2016. (Wayback Machine) na Basketball-Reference.com